# 孕烷醇酮
孕烷醇酮（英語：Pregnanolone，也名为3α,5β-孕烷醇酮）也被称为乙他诺隆（英語：eltanolone）是一种内源性的抑制性神经甾体，在体内由孕酮合成而来，和其异构体别孕烷醇酮有着类似的性质。